# Alyn McCauley
Alyn Daniel McCauley, född 29 maj 1977, är en kanadensisk före detta professionell ishockeyforward som tillbringade nio säsonger i den nordamerikanska ishockeyligan National Hockey League (NHL), där han spelade för ishockeyorganisationerna Toronto Maple Leafs, San Jose Sharks och Los Angeles Kings. Han producerade 166 poäng (69 mål och 97 assists) samt drog på sig 116 utvisningsminuter på 488 grundspelsmatcher. McCauley spelade också för St. John's Maple Leafs i American Hockey League (AHL) och Ottawa 67's i Ontario Hockey League (OHL).
Han draftades i fjärde rundan i 1995 års draft av New Jersey Devils som 79:e spelare totalt.
Efter spelarkarriären har han arbetat som talangscout. Han var anställd hos Los Angeles Kings mellan 2009 och 2015 och vann två Stanley Cup för säsongerna 2011–2012 och 2013–2014. Sedan 2017 är han det för Philadelphia Flyers.

## Statistik
| Källa: Utv = Utvisningsminuter | Källa: Utv = Utvisningsminuter                       | Källa: Utv = Utvisningsminuter                       |                                                      | Grundserie                                           | Grundserie                                           | Grundserie                                           | Grundserie                                           | Grundserie                                           |                                                      | Slutspel                                             | Slutspel                                             | Slutspel                                             | Slutspel                                             | Slutspel                                             |
| Säsong                         | Lag                                                  | Liga                                                 | Matcher                                              | Mål                                                  | Assist                                               | Poäng                                                | Utv                                                  | Matcher                                              | Mål                                                  | Assist                                               | Poäng                                                | Utv                                                  |                                                      |                                                      |
| ------------------------------ | ---------------------------------------------------- | ---------------------------------------------------- | ---------------------------------------------------- | ---------------------------------------------------- | ---------------------------------------------------- | ---------------------------------------------------- | ---------------------------------------------------- | ---------------------------------------------------- | ---------------------------------------------------- | ---------------------------------------------------- | ---------------------------------------------------- | ---------------------------------------------------- | ---------------------------------------------------- | ---------------------------------------------------- |
| 1991–1992                      | Kingston Voyageurs                                   | MetJHL                                               | 37                                                   | 5                                                    | 17                                                   | 22                                                   | 6                                                    | —                                                    | —                                                    | —                                                    | —                                                    | —                                                    |                                                      |                                                      |
| 1992–1993                      | Kingston Voyageurs                                   | MetJHL                                               | 38                                                   | 31                                                   | 29                                                   | 60                                                   | 18                                                   | —                                                    | —                                                    | —                                                    | —                                                    | —                                                    |                                                      |                                                      |
| 1993–1994                      | Ottawa 67's                                          | OHL                                                  | 38                                                   | 13                                                   | 23                                                   | 36                                                   | 10                                                   | 13                                                   | 5                                                    | 14                                                   | 19                                                   | 4                                                    |                                                      |                                                      |
| 1994–1995                      | Ottawa 67's                                          | OHL                                                  | 65                                                   | 16                                                   | 38                                                   | 54                                                   | 20                                                   | —                                                    | —                                                    | —                                                    | —                                                    | —                                                    |                                                      |                                                      |
| 1995–1996                      | Ottawa 67's                                          | OHL                                                  | 55                                                   | 34                                                   | 48                                                   | 82                                                   | 24                                                   | 2                                                    | 0                                                    | 0                                                    | 0                                                    | 0                                                    |                                                      |                                                      |
| 1996–1997                      | Ottawa 67's                                          | OHL                                                  | 50                                                   | 56                                                   | 56                                                   | 112                                                  | 16                                                   | 22                                                   | 14                                                   | 22                                                   | 36                                                   | 14                                                   |                                                      |                                                      |
|                                | St. John's Maple Leafs                               | AHL                                                  | —                                                    | —                                                    | —                                                    | —                                                    | —                                                    | 3                                                    | 0                                                    | 1                                                    | 1                                                    | 0                                                    |                                                      |                                                      |
| 1997–1998                      | Toronto Maple Leafs                                  | NHL                                                  | 60                                                   | 6                                                    | 10                                                   | 16                                                   | 6                                                    | —                                                    | —                                                    | —                                                    | —                                                    | —                                                    |                                                      |                                                      |
| 1998–1999                      | Toronto Maple Leafs                                  | NHL                                                  | 39                                                   | 9                                                    | 15                                                   | 24                                                   | 2                                                    | —                                                    | —                                                    | —                                                    | —                                                    | —                                                    |                                                      |                                                      |
| 1999–2000                      | Toronto Maple Leafs                                  | NHL                                                  | 45                                                   | 5                                                    | 5                                                    | 10                                                   | 10                                                   | 5                                                    | 0                                                    | 0                                                    | 0                                                    | 6                                                    |                                                      |                                                      |
|                                | St. John's Maple Leafs                               | AHL                                                  | 5                                                    | 1                                                    | 1                                                    | 2                                                    | 0                                                    | —                                                    | —                                                    | —                                                    | —                                                    | —                                                    |                                                      |                                                      |
| 2000–2001                      | Toronto Maple Leafs                                  | NHL                                                  | 14                                                   | 1                                                    | 0                                                    | 1                                                    | 0                                                    | 10                                                   | 0                                                    | 0                                                    | 0                                                    | 2                                                    |                                                      |                                                      |
|                                | St. John's Maple Leafs                               | AHL                                                  | 47                                                   | 16                                                   | 28                                                   | 44                                                   | 12                                                   | —                                                    | —                                                    | —                                                    | —                                                    | —                                                    |                                                      |                                                      |
| 2001–2002                      | Toronto Maple Leafs                                  | NHL                                                  | 82                                                   | 6                                                    | 10                                                   | 16                                                   | 18                                                   | 20                                                   | 5                                                    | 10                                                   | 15                                                   | 4                                                    |                                                      |                                                      |
| 2002–2003                      | Toronto Maple Leafs                                  | NHL                                                  | 64                                                   | 6                                                    | 9                                                    | 15                                                   | 16                                                   | —                                                    | —                                                    | —                                                    | —                                                    | —                                                    |                                                      |                                                      |
|                                | San Jose Sharks                                      | NHL                                                  | 16                                                   | 3                                                    | 7                                                    | 10                                                   | 4                                                    | —                                                    | —                                                    | —                                                    | —                                                    | —                                                    |                                                      |                                                      |
| 2003–2004                      | San Jose Sharks                                      | NHL                                                  | 82                                                   | 20                                                   | 27                                                   | 47                                                   | 28                                                   | 11                                                   | 2                                                    | 1                                                    | 3                                                    | 2                                                    |                                                      |                                                      |
| 2004–2005                      | Spelade ej på grund av lockout mellan NHL och NHLPA. | Spelade ej på grund av lockout mellan NHL och NHLPA. | Spelade ej på grund av lockout mellan NHL och NHLPA. | Spelade ej på grund av lockout mellan NHL och NHLPA. | Spelade ej på grund av lockout mellan NHL och NHLPA. | Spelade ej på grund av lockout mellan NHL och NHLPA. | Spelade ej på grund av lockout mellan NHL och NHLPA. | Spelade ej på grund av lockout mellan NHL och NHLPA. | Spelade ej på grund av lockout mellan NHL och NHLPA. | Spelade ej på grund av lockout mellan NHL och NHLPA. | Spelade ej på grund av lockout mellan NHL och NHLPA. | Spelade ej på grund av lockout mellan NHL och NHLPA. | Spelade ej på grund av lockout mellan NHL och NHLPA. | Spelade ej på grund av lockout mellan NHL och NHLPA. |
| 2005–2006                      | San Jose Sharks                                      | NHL                                                  | 76                                                   | 12                                                   | 14                                                   | 26                                                   | 30                                                   | 6                                                    | 0                                                    | 1                                                    | 1                                                    | 4                                                    |                                                      |                                                      |
| 2006–2007                      | Los Angeles Kings                                    | NHL                                                  | 10                                                   | 1                                                    | 0                                                    | 1                                                    | 2                                                    | —                                                    | —                                                    | —                                                    | —                                                    | —                                                    |                                                      |                                                      |
| NHL totalt                     | NHL totalt                                           | NHL totalt                                           | 488                                                  | 69                                                   | 97                                                   | 166                                                  | 116                                                  | 52                                                   | 7                                                    | 12                                                   | 19                                                   | 18                                                   |                                                      |                                                      |
| AHL totalt                     | AHL totalt                                           | AHL totalt                                           | 52                                                   | 17                                                   | 29                                                   | 46                                                   | 12                                                   | 3                                                    | 0                                                    | 1                                                    | 1                                                    | 0                                                    |                                                      |                                                      |
| OHL totalt                     | OHL totalt                                           | OHL totalt                                           | 208                                                  | 119                                                  | 165                                                  | 284                                                  | 70                                                   | 37                                                   | 19                                                   | 36                                                   | 55                                                   | 18                                                   |                                                      |                                                      |

### Internationellt
| Källa:        | Källa:        | Källa:        |         | Utv = Utvisningsminuter | Utv = Utvisningsminuter | Utv = Utvisningsminuter | Utv = Utvisningsminuter | Utv = Utvisningsminuter |
| År            | Lag           | Mästerskap    | Matcher | Mål                     | Assists                 | Poäng                   | Utv                     |                         |
| ------------- | ------------- | ------------- | ------- | ----------------------- | ----------------------- | ----------------------- | ----------------------- | ----------------------- |
| 1996          | Kanada        | JVM           | 6       | 2                       | 3                       | 5                       | 2                       |                         |
| 1997          | Kanada        | JVM           | 7       | 0                       | 5                       | 5                       | 2                       |                         |
| Junior totalt | Junior totalt | Junior totalt | 13      | 2                       | 8                       | 10                      | 4                       |                         |